# لاتيتيا أريدا
لاتيتيا أريدا(ولدت في 23 يونيو / حزيران 1999) هِيَ لاعِبَة تزلج ريفي لبنانية.
شارَكت باسم بَلَدِها خِلال نِهائيات كَأس العالَم 2017 في لاهتي، وكانت رقم 107 في السباق.

## وصلات خارجية
- لاتيتيا أريدا على موقع الاتحاد الدولي للتزلج (التزلج الريفي) (الإنجليزية)

- https://data.fis-ski.com/dynamic/athlete-biography.html?sector=CC&competitorid=207658